# Stenomeria
Stenomeria là chi thực vật có hoa trong họ Apocynaceae.
Phân tích phát sinh chủng loài năm 2015 của Liede và Meve cho thấy Stenomeria là đồng nguyên và không khác biệt với Tassadia, và vì thế nó được gộp trong Tassadia.

## Các loài
- Stenomeria decalepis Turcz., 1852 = Tassadia decalepis
- Stenomeria fosteri Morillo, 1991 = Tassadia fosteri
- Stenomeria pentalepis Turcz., 1852 = Tassadia pentalepis